# Bob Sweikert
Robert Charles Sweikert il cui cognome originale di nascita, prima del cambio avvenuto prima degli anni 40, era Schweikart, detto Bob (Los Angeles, 20 maggio 1926 – Salem, 17 giugno 1956), è stato un pilota automobilistico statunitense,  vincitore della 500 Miglia di Indianapolis 1955 su una vettura Kurtis Kraft con motore Offenhauser.
Tra il 1950 e il 1960 la 500 Miglia faceva parte del Campionato mondiale di Formula 1, per questo motivo Sweikert ha all'attivo anche 5 Gran Premi ed una vittoria in F1. Morì durante una gara automobilistica nel 1956; venne sepolto nel Cimitero di Lone Tree ad Hayward, California.

## Risultati in Formula 1
| 1950 | Scuderia   | Vettura   |  |  |    |  |  |  |  |  |  | Punti | Pos. |
| ---- | ---------- | --------- |  |  | -- |  |  |  |  |  |  | ----- | ---- |
| 1950 | Ray Carter | Wetteroth |  |  | NQ |  |  |  |  |  |  | 0     |      |

| 1951 | Scuderia           | Vettura      |  |    |  |  |  |  |  |  |  | Punti | Pos. |
| ---- | ------------------ | ------------ |  | -- |  |  |  |  |  |  |  | ----- | ---- |
| 1951 | Marion Engineering | Kurtis Kraft |  | NQ |  |  |  |  |  |  |  | 0     |      |

| 1952 | Scuderia   | Vettura      |  |     |  |  |  |  |  |  |  | Punti | Pos. |
| ---- | ---------- | ------------ |  | --- |  |  |  |  |  |  |  | ----- | ---- |
| 1952 | Lee Elkins | Kurtis Kraft |  | Rit |  |  |  |  |  |  |  | 0     |      |

| 1953 | Scuderia       | Vettura |  |     |  |  |  |  |  |  |  | Punti | Pos. |
| ---- | -------------- | ------- |  | --- |  |  |  |  |  |  |  | ----- | ---- |
| 1953 | Dean Van Lines | Kuzma   |  | Rit |  |  |  |  |  |  |  | 0     |      |

| 1954 | Scuderia          | Vettura      |  |    |  |  |  |  |  |  |  | Punti | Pos. |
| ---- | ----------------- | ------------ |  | -- |  |  |  |  |  |  |  | ----- | ---- |
| 1954 | Lutes Truck Parts | Kurtis Kraft |  | 14 |  |  |  |  |  |  |  | 0     |      |

| 1955 | Scuderia  | Vettura      |  |  |   |  |  |  |  |  |  | Punti | Pos. |
| ---- | --------- | ------------ |  |  | - |  |  |  |  |  |  | ----- | ---- |
| 1955 | John Zink | Kurtis Kraft |  |  | 1 |  |  |  |  |  |  | 8     | 7º   |

| 1956 | Scuderia       | Vettura      |  |  |   |  |  |  |  |  |  | Punti | Pos. |
| ---- | -------------- | ------------ |  |  | - |  |  |  |  |  |  | ----- | ---- |
| 1956 | D-A Lubricants | Kurtis Kraft |  |  | 6 |  |  |  |  |  |  | 0     |      |

| Legenda | 1º posto     | 2º posto | 3º posto    | A punti         | Senza punti/Non class.  | Grassetto – Pole position Corsivo – Giro più veloce |
| Legenda | Squalificato | Ritirato | Non partito | Non qualificato | Solo prove/Terzo pilota | Grassetto – Pole position Corsivo – Giro più veloce |